# Georg Weise
Georg Weise (Fráncfort del Meno, 26 de febrero de 1888-Sorrento, 31 de enero de 1978) fue un historiador del arte alemán especializado en la España de la Edad Media y del Renacimiento.

## Biografía
Weise estudió Historia e Historia del Arte en Heidelberg, Friburgo y Gießen donde obtuvo el doctorado de Historia en 1911 en la universidad con un tema supervisado por el historiador Johannes Haller. Completó su formación en la Universidad de Tubinga y en 1914 se convirtió en profesor asociado. Ese año, en noviembre, sufre heridas de guerra amputándole una pierna a consecuencia de ello. En 1920 extiende su enseñanza a la Historia del Arte Moderno y logra ser profesor titular en 1921 de la cátedra en Historia del Arte de la Edad Media y del Renacimiento sucediendo a Konrad von Lange.
En 1932, Weise se opuso públicamente a una conferencia de Paul Schultze-Naumburg en Tubinga, que se celebró en nombre del Kampfbund für deutsche Kultur. Por esta razón, fue suspendido temporalmente de sus funciones en 1933, pero pudo continuar su trabajo como profesor titular durante la época nazi sin convertirse en miembro del NSDAP. 
Durante este tiempo se dedicó particularmente a las bellas artes de Suabia, especialmente al Barroco de Suabia.
En 1954 Georg Weise se jubila y pasa a ser emérito.

## Trayectoria profesional
Durante la Primera Guerra Mundial llevó a cabo excavaciones en Quierzy y Samoussy, que en ese momento estaban sólo a unos pocos kilómetros detrás de la línea del frente. Las excavaciones en Quierzy tuvieron lugar a partir de agosto de 1916 y hubieron de ser detenidas en febrero de 1917 cuando se dejó el terreno a los franceses para alinear el frente; luego continuó su trabajo en Samoussy. En ambas excavaciones encontró reliquias de conjuntos de castillos medievales, que identificó como los palacios reales de los carolingios. Si bien los resultados de sus investigaciones, que se llevaron a cabo apresuradamente debido a la guerra, siguieron siendo controvertidos, desde entonces no se han realizado nuevas excavaciones en estos lugares.
Desde principios de la década de 1920 se dedicó a documentar la arquitectura y la escultura medievales en Alemania, Francia, España y Suiza, que plasmó en alrededor de 7.000 fotografías. La obra en España en particular es hoy de un valor inestimable, ya que muchas de las obras de arte que capturó con alrededor de 2.500 fotografías fueron destruidas unos años más tarde durante la guerra civil española. Las fotografías de gran formato que realizó fueron asumidas por el Centro de Documentación Alemán para la Historia del Arte de la Universidad de Marburg en 1948 y 1969, respectivamente. En 1940, como regalo político del Gobierno del Tercer Reich al Ministerio de Asuntos Exteriores español, este legado llegó al Archivo del Museo Arqueológico de Madrid.
Otra parte de sus fotografías se encuentra en el archivo Georg Weise (Historisches Fotoarchiv Georg Weise) del Instituto de Historia del Arte de la Universidad Eberhard Karls de Tübingen. Hoy forma parte de la colección de fotografías que se organiza en el Museo de la Universidad de Tübingen MUT.
Entre los alumnos de Wise se incluyen a Gertrud Otto e Ingrid Kreuzer.

## Obras
Se puede encontrar una bibliografía en el Festschrift por su 75 cumpleaños. Cumpleaños: Contribuciones al arte y la historia intelectual de la Edad Media. Festschrift para el 75o Cumpleaños el 26. Febrero de 1963. Stuttgart 1964, págs. 273-283.
- Zwei fränkische Königspfalzen. Bericht über die an den Pfalzen zu Quierzy und Samoussy vorgenommenen Grabungen. Tübingen 1923.
- Spanische Plastik aus sieben Jahrhunderten. 4 vols, Reutlingen, 1926-1939.
- Studien zur spanischen Architektur der Spätgotik. Reutlingen 1933.
- Der Eskorial als künstlerischer Wesensausdruck der Zeit Philipps II. En: Spanische Forschungen der Görresgesellschaft 5 (1935), págs. 337-360. Reeditado en español como El Escorial como expresión esencial artística del tiempo de Felipe II y del periodo de la Contrareforma. En: El Escorial, 1563–1963. IV Centenario. Vol. 2, Madrid 1963, 273–295, y en italiano en: Il Rinascimento e la sua eredità. Editado por Pompeo Giannantonio, Nápoles 1969.
- Vom Menschenideal und von den Modewörtern der Gotik und der Renaissance. En: Deutsche Vierteljahrsschrift für Literaturwissenschaft und Geistesgeschichte 14 (1936), págs. 171–222.
- Das Element des Heroischen in der spanischen religiösen Literatur der Zeit der Gegenreformation. En: Spanische Forschungen der Görresgesellschaft 10 (1955), págs. 161-304.
- Die Plastik der Renaissance und des Frühbarock im nördlichen Spanien. 2 volúmenes, Tübingen 1958, escrito junto con Ingrid Kreuzer.
- Die Plastik der Renaissance und des Frühbarock im nördlichen Spanien. Aragón, Navarra, die baskischen Provinzen und die Rioja, (2 vols.), Tubinga, 1957/59. De la última publicación hay un resumen en español: La plástica del renacimiento y del prebarroco en la España septentrional: Aragón, Navarra, las provincias vascas y la Rioja, un resumen en español del texto alemán de los vols. I y II por Heinrich Pfeiffer, traducido al español por María Rosa Saurin, Tubinga, del año 1962.[7]
- El ideal eroico del rinascimento e le sue premesse umanistiche. Vol. 1, Nápoles 1961; Vol. 2: Diffusione europea e tramonto, Nápoles 1965.
- Il manierismo. Bilancio critico del problema stilistico e culturale. Florencia 1971.
- Mannerismo e letteratura. Florencia 1976.